# День памяти (Татарстан)
День памяти (тат. Хәтер көне, Xäter köne), также день памяти и скорби татарского народа, — памятная дата, отмечаемая некоторыми татарами в Татарстане и в остальном мире ежегодно 15 октября в память о погибших при обороне Казани от войск Русского царства.

## История
В 1552 году русское войско под руководством Ивана Грозного начало осаду Казани, которая завершилась падением столицы Казанского ханства 2 октября 1552 года (15 октября по григорианскому календарю).
С 1989 года в Казани и других местах Татарстана сторонниками и участниками татарских националистических организаций (Всетатарский общественный центр, «Иттифак», «Азатлык», «Алтын Урда», и т. д.) проводилось памятное шествие в честь павших татарских воинов, оборонявших Казань при осаде. В 1992 году в шествии также участвовали члены Союза башкирской молодёжи. Изначально это мероприятие проходило в стенах Казанского кремля, но с 1994 года мероприятие стало проводиться в иных местах. Участники маршем проходили от площади Свободы до башни Сююмбике. В 2000-х годах проведение шествия было запрещено и мероприятия в День памяти проходили в формате митингов сначала на площади Свободы, потом у площади Театра имени Камала, а затем в парке имени Тинчурина.
В последние годы на активистов и организаторов мероприятия оказывается давление. В 2019 году участники митинга в день памяти были оштрафованы, что в 2021 году стало одним из оснований иска прокуратуры Татарстана о признании Всетатарского общественного центра (ВТОЦ) экстремистской организацией. В 2023 и 2024 году мэрия Казани отказала разрешить митинги в честь Дня памяти.
В 2021 году Духовное управление мусульман Татарстана начало отмечать собственный день памяти и скорби татарского народа в 13-й день месяца шавваль по исламскому календарю, что по оценке экспертов было призвано уйти от «жёсткой политизации» дня на фоне признания ВТОЦ «экстремистской» организацией. Выбранная ДУМ дата является плавающей из-за использования лунного исламского календаря и была выбрана на основе труда Михаила Худякова «Очерки по истории Казанского ханства».